# لونا إسلافا
لونا إسلافا (بالإسبانية: Juan Luna Eslava)‏ هو لاعب كرة قدم ومدرب كرة قدم إسباني في مركز الدفاع، ولد في 15 سبتمبر 1964 في فيرنان-نونييز في إسبانيا. لعب مع إيسيخا بالومبيي وريكرياتيفو ونادي قادش ونادي قرطبة.